# Vụ ám sát Ismail Haniyeh
Ngày 31 tháng 7 năm 2024, Ismail Haniyeh, nhà lãnh đạo chính trị của Hamas, bị ám sát tại nơi cưu trú tại Tehran, Iran. Theo các quan chức Iran và Hamas, ông bị ám sát vào lúc rạng sáng, sau khi dự lễ nhậm chức của tổng thống Iran Masoud Pezeshkian. Một vệ sĩ người Iran cũng thiệt mạng trong vụ tấn công. Nguyên nhân cái chết của Haniyeh đang được Vệ binh Cách mạng Hồi giáo Iran điều tra.
Haniyeh là một nhân vật nổi bật trong Hamas kể từ năm 1987. Trước đây, ông từng giữ chức vụ thủ tướng của Chính quyền Palestine và là người lãnh đạo Hamas tại Dải Gaza. Năm 2017, ông được bầu làm người đứng đầu Cục Chính trị Hamas.
Vào thời điểm ông qua đời, Haniyeh là nhà lãnh đạo chính trị cấp cao nhất của Hamas bị giết kể từ khi bắt đầu chiến tranh Israel – Hamas.

## Bối cảnh

### Ismail Haniyeh

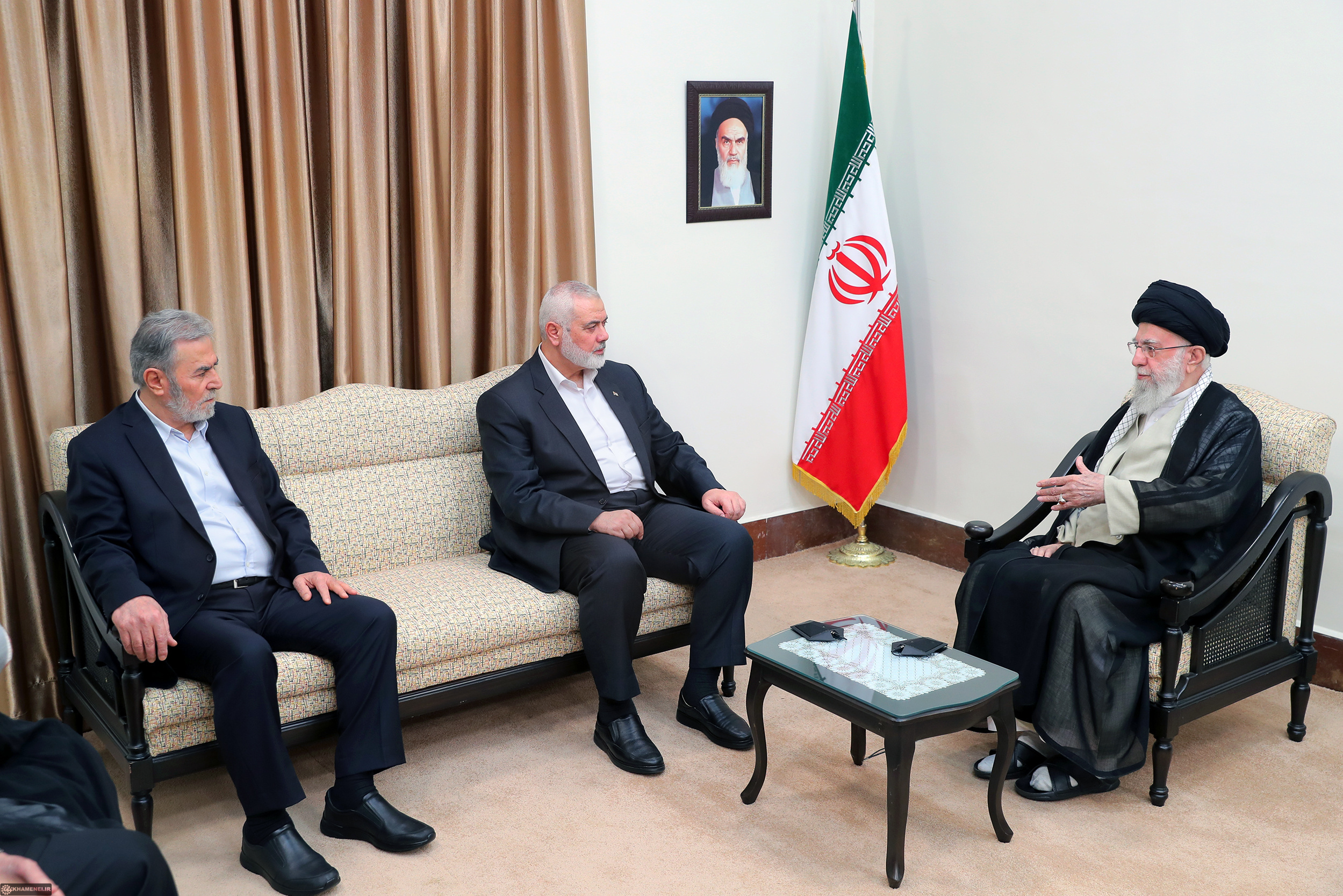
Haniyeh (giữa) gặp gỡ với Lãnh tụ Tối cao Iran Ali Khamenei nhiều giờ trước khi qua đời.

Ismail Haniyeh được nhiều người coi là thủ lĩnh của Hamas. Ông là thành viên nổi bật của phong trào này kể từ năm 1987 và được bầu làm người đứng đầu văn phòng chính trị của Hamas vào năm 2017. Bộ Ngoại giao Hoa Kỳ đã chỉ định ông là Đối tượng khủng bố toàn cầu được chỉ định đặc biệt vào năm 2018. Vào tháng 4 năm 2024, ba người con trai và bốn người cháu của ông đã thiệt mạng trong một cuộc không kích ở Gaza. Haniyeh đã sống ở Qatar kể từ khi rời Dải Gaza vào năm 2019.
Đoạn phim từ văn phòng của ông ở thủ đô Doha của Qatar cho thấy Haniyeh ăn mừng cuộc tấn công Israel do Hamas lãnh đạo vào ngày 7 tháng 10 năm 2023 cùng với các viên chức Hamas khác, trước khi họ cầu nguyện và ca ngợi Chúa. Haniyeh trở thành gương mặt đại diện cho vụ tấn công, công khai mô tả đây là sự khởi đầu cho một kỷ nguyên mới trong cuộc xung đột Israel–Palestine.
Hình ảnh cuối cùng được biết đến của Ismail Haniyeh, được truyền thông Iran đưa tin, được chụp trước đó một ngày tại một cuộc triển lãm ở công viên giải trí tại Tehran với các địa danh thuộc "Trục Kháng cự". Trong bức ảnh, ông đi cùng với Ziyad al-Nakhalah, thủ lĩnh của Thánh chiến Hồi giáo Palestine, và một nhóm đàn ông chụp ảnh với mô hình của Nhà thờ Hồi giáo Al-Aqsa ở Jerusalem.

### Giết hại các viên chức Hamas
Phản ứng lại cuộc tấn công vào Israel do Hamas lãnh đạo năm 2023, Israel tuyên bố sẽ nhắm vào các thủ lĩnh Hamas. Vào ngày 2 tháng 1 năm 2024, Saleh al-Arouri—phó thủ lĩnh Hamas—bị ám sát trong một cuộc không kích ở Beirut. Tin tức về cái chết của Haniyeh nổi lên chỉ vài giờ sau khi Israel thông báo về vụ ám sát Fuad Shukr, một thủ lĩnh cấp cao của Hezbollah ở Beirut.

## Bị giết
Báo cáo ban đầu về vụ sát hại Ismail Haniyeh xuất phát từ Vệ binh Cách mạng Hồi giáo (IRGC), lực lượng này đã cung cấp một số chi tiết cụ thể có giới hạn về hoàn cảnh cái chết của ông. Theo đó, họ cho biết vụ ám sát xảy ra vào sớm đầu ngày 31 tháng 7 và chỉ ra rằng vụ việc đang được điều tra. Haniyeh đã ở Iran để tham dự lễ nhậm chức của Tổng thống Masoud Pezeshkian vào ngày hôm trước. Theo Hamas, ông đã thiệt mạng trong một cuộc không kích "Zionist" tại nơi ở của ông. Israel phủ nhận mọi bình luận trước mắt. Một trong những vệ sĩ của ông cũng thiệt mạng trong vụ tấn công.
Al Mayadeen, một cơ quan truyền thông của Liban có quan hệ chặt chẽ với Hezbollah, đưa tin rằng Haniyeh đã bị trúng một tên lửa bắn từ bên ngoài Iran.

## Tang lễ

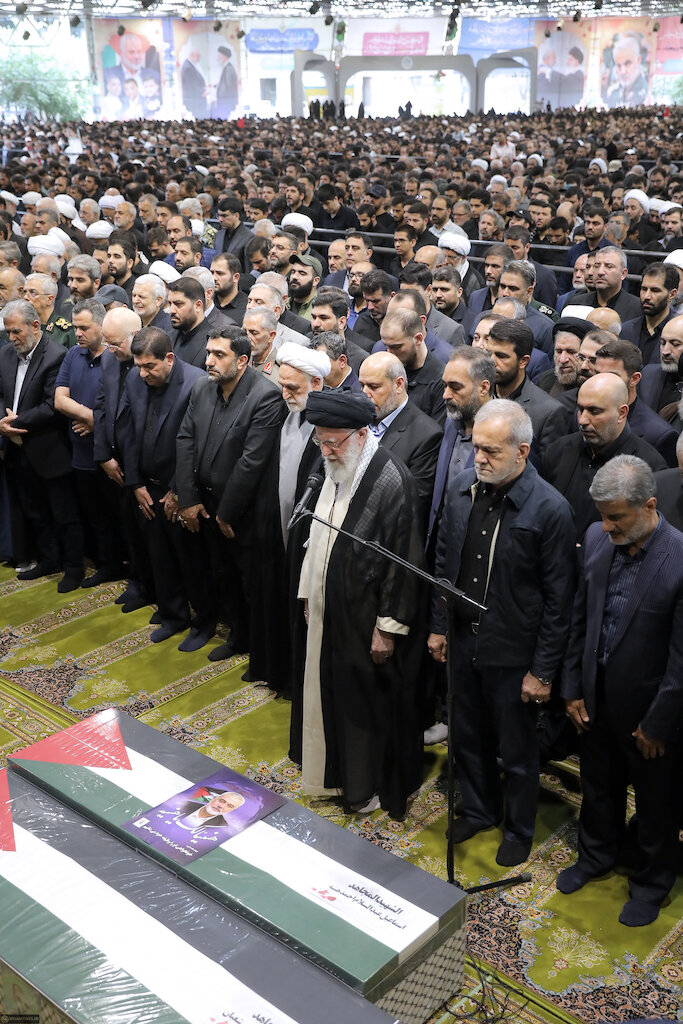
Tang lễ của Haniyeh tại Đại học Tehran với Ali Khamenei chủ trì lễ cầu nguyện

Tang lễ của Haniyeh được tổ chức tại Đại học Tehran vào ngày 1 tháng 8, trong đó Lãnh tụ tối cao Iran Ali Khamenei chủ trì lễ cầu nguyện. Sau đó, thi thể của Haniyeh và vệ sĩ của ông được đưa đi diễu hành năm km đến Quảng trường Azadi. Thi thể của Haniyeh được đưa đến Qatar để làm lễ tại Nhà thờ Hồi giáo Imam Muhammad ibn Abd al-Wahhab, sau đó được chôn cất tại Lusail vào ngày 2 tháng 8.

## Phản ứng
The Jerusalem Post mô tả cái chết của Haniyeh là một "bước lùi lớn" đối với khủng bố được Iran hậu thuẫn, đồng thời nói thêm rằng "trong khi một số người coi việc giết chết thủ lĩnh khủng bố Hamas là một sự leo thang, thì trên thực tế, cái chết của ông ta là một ít công lý cho các tội ác ngày 7 tháng 10."